# Messier 62
Messier 62 sau M62 este un roi de stele globular.

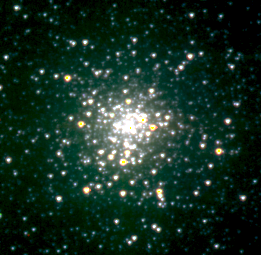
M62 imagine în infraroşu obţinută cu satelitul Spitzer